# Crystal Mountain, Antarktis
Crystal Mountain är ett berg i Antarktis. Det ligger i Sydshetlandsöarna. Argentina, Chile och Storbritannien gör anspråk på området. Toppen på Crystal Mountain är 526 meter över havet.
Terrängen runt Crystal Mountain är huvudsakligen kuperad, men den allra närmaste omgivningen är platt. Crystal Mountain ligger uppe på en höjd som går i öst-västlig riktning. Trakten är obefolkad. Det finns inga samhällen i närheten. 